# São Geraldo do Araguaia
São Geraldo do Araguaia is een gemeente in de Braziliaanse deelstaat Pará gelegen aan de benedenloop van de Araguaia. De gemeente telt 25.027 inwoners (schatting 2009).